# Jan Iwicki
Jan Iwicki de Iwiczna (z Iwiczny) herbu Kuszaba vel Paprzyca, ur. ok. 1550 w Iwicznie, zm. 3 grudnia 1598 w Ołomuńcu – teolog, prawnik, pisarz polityczny doby odrodzenia, zwolennik kontrreformacji. Syn Stanisława Iwickiego z Iwiczny.
Jan Iwicki wykładał na Akademii Jezuickiej w Ołomuńcu, a następnie został profesorem prawa na uniwersytecie w Ingolstadt. Kanonik ołomuniecki. Zmarł i został pochowany w Ołomuńcu.